# Time ideal MLS
O MLS Best XI é uma seleção anual dos onze melhores jogadores da Major League Soccer na temporada. A seleção é determinada por uma equipe de jornalistas e repórteres, jogadores e equipes técnicas dos clubes da MLS.

## Aparições por jogador

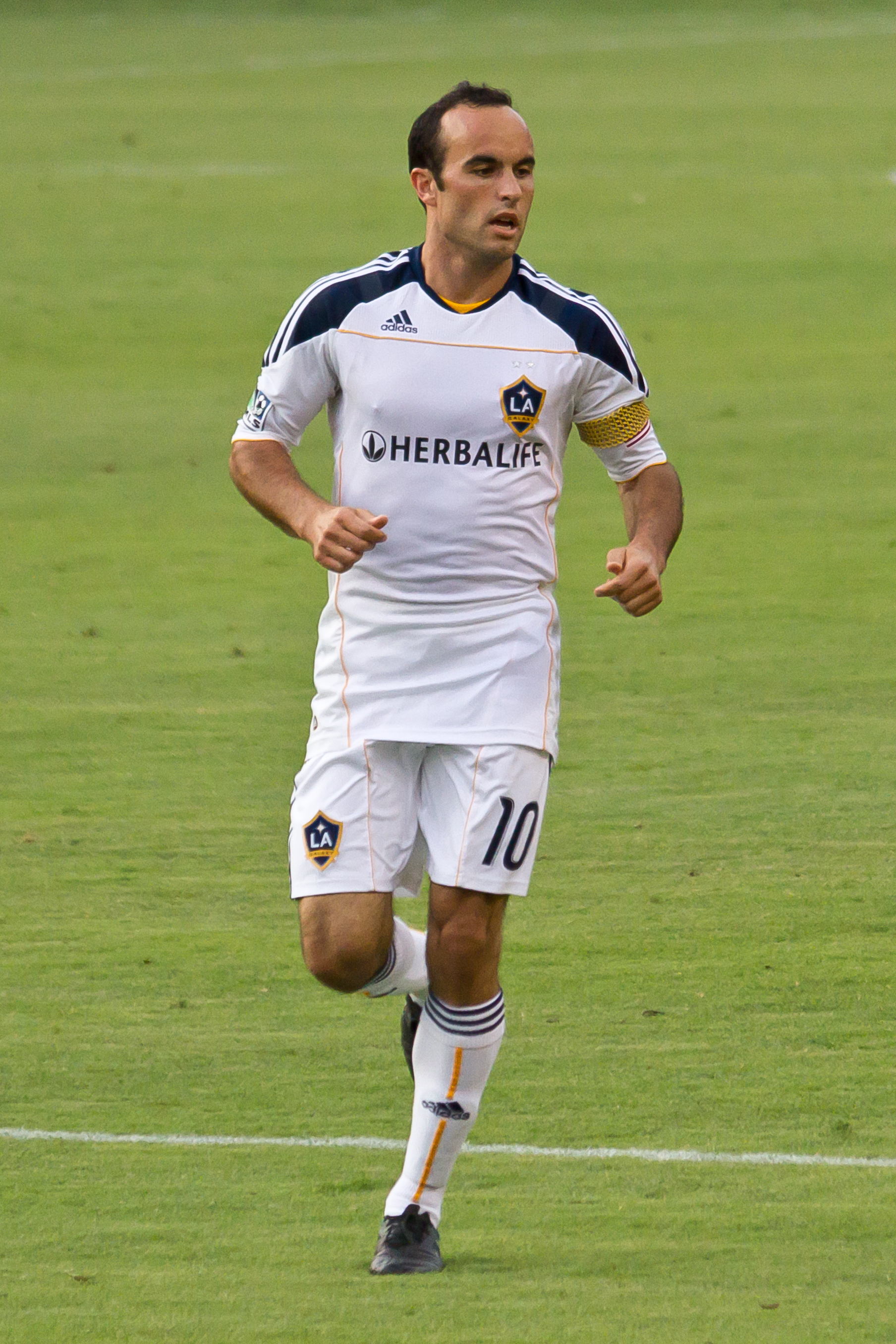
Com sete aparições, Landon Donovan tem o maior número de seleções para o MLS Best XI

Os seguintes jogadores apareceram no MLS Best XI duas ou mais vezes.
Atualizado a partir da conclusão da temporada 2022 da MLS .
| ^                      | Mostra jogadores que ainda estão ativos na Major League Soccer      |
| *                      | Mostra jogadores que ainda estão ativos fora da Major League Soccer |
| †                      | Introduzido no National Soccer Hall of Fame como jogador            |
| Ano (texto em negrito) | Indica que o jogador ganhou o Prêmio MVP                            |
| Ano (texto em itálico) | Indica que o jogador ganhou o prêmio de Defensor do Ano da MLS.     |

| Jogador                    | Apps | Pos  | Anos                                     | Clube(s)                                                                      |
| -------------------------- | ---- | ---- | ---------------------------------------- | ----------------------------------------------------------------------------- |
| Landon Donovan†            | 7    | M/AT | 2003, 2008, 2009, 2010, 2011, 2012, 2014 | San Jose Earthquakes (1), LA Galaxy (6)                                       |
| Dwayne De Rosario          | 6    | M    | 2005, 2006, 2007, 2009, 2010, 2011       | San Jose Earthquakes (1), Houston Dynamo (2), Toronto FC (2), D.C. United (1) |
| Chris Armas                | 5    | M    | 1998, 1999, 2000, 2001, 2003             | Chicago Fire SC (5)                                                           |
| Robin Fraser               | 5    | Z    | 1996, 1998, 1999, 2000, 2004             | LA Galaxy (4), Columbus Crew (1)                                              |
| Jaime Moreno†              | 5    | AT   | 1997, 1999, 2004, 2005, 2006             | D.C. United (5)                                                               |
| Jimmy Conrad               | 4    | Z    | 2004, 2005, 2006, 2008                   | Kansas City Wizards (4)                                                       |
| Marco Etcheverry†          | 4    | M    | 1996, 1997, 1998, 1999                   | D.C. United (4)                                                               |
| Omar Gonzalez^             | 4    | Z    | 2010, 2011, 2013, 2014                   | LA Galaxy (4)                                                                 |
| Shalrie Joseph             | 4    | M    | 2005, 2007, 2008, 2009                   | New England Revolution (4)                                                    |
| Robbie Keane               | 4    | AT   | 2012, 2013, 2014, 2015                   | LA Galaxy (4)                                                                 |
| Chad Marshall              | 4    | Z    | 2008, 2009, 2014, 2018                   | Columbus Crew (2), Seattle Sounders (2)                                       |
| Eddie Pope†                | 4    | Z    | 1997, 1998, 2003, 2004                   | D.C. United (2), NY/NJ MetroStars (2)                                         |
| Preki†                     | 4    | M    | 1996, 1997, 2001, 2003                   | Kansas City Wizards (3), Miami Fusion (1)                                     |
| Walker Zimmerman^          | 4    | Z    | 2019, 2020, 2021, 2022                   | LAFC (1), Nashville SC (3)                                                    |
| Jeff Agoos†                | 3    | Z    | 1997, 1999, 2001                         | D.C. United (2), San Jose Earthquakes (1)                                     |
| Andre Blake^               | 3    | GL   | 2016, 2020, 2022                         | Philadelphia Union (3)                                                        |
| Mark Chung                 | 3    | M    | 1997, 2002, 2003                         | Colorado Rapids (3)                                                           |
| Mauricio Cienfuegos        | 3    | M    | 1996, 1998, 1999                         | LA Galaxy (3)                                                                 |
| Jeff Cunningham            | 3    | AT   | 2002, 2006, 2009                         | Columbus Crew (1), Real Salt Lake (1), FC Dallas (1)                          |
| Sebastian Giovinco         | 3    | AT   | 2015, 2016, 2017                         | Toronto FC (3)                                                                |
| Christian Gómez            | 3    | M    | 2005, 2006, 2007                         | D.C. United (3)                                                               |
| Thierry Henry              | 3    | AT   | 2011, 2012, 2014                         | N.Y. Red Bulls (3)                                                            |
| Josef Martínez^            | 3    | AT   | 2017, 2018, 2019                         | Atlanta United (3)                                                            |
| Piotr Nowak                | 3    | M    | 1998, 2000, 2001                         | Chicago Fire (3)                                                              |
| Steve Ralston              | 3    | M    | 1999, 2000, 2002                         | Tampa Bay Mutiny (2), New England Revolution (1)                              |
| Carlos Valderrama          | 3    | M    | 1996, 1997, 2000                         | Tampa Bay Mutiny (3)                                                          |
| Diego Valeri               | 3    | M    | 2013, 2014, 2017                         | Portland Timbers (3)                                                          |
| Carlos Vela^               | 3    | M/AT | 2018, 2019, 2022                         | LAFC (3)                                                                      |
| Chris Wondolowski          | 3    | M    | 2010, 2011, 2012                         | San Jose Earthquakes (3)                                                      |
| Luciano Acosta^            | 2    | M    | 2018, 2022                               | D.C. United (1) FC Cincinnati (1)                                             |
| Miguel Almirón*            | 2    | M    | 2017, 2018                               | Atlanta United (2)                                                            |
| Guillermo Barros Schelotto | 2    | M    | 2007, 2008                               | Columbus Crew (2)                                                             |
| Matt Besler                | 2    | Z    | 2012, 2013                               | Sporting Kansas City (2)                                                      |
| Carlos Bocanegra†          | 2    | Z    | 2002, 2003                               | Chicago Fires SC (2)                                                          |
| Bobby Boswell              | 2    | Z    | 2006, 2014                               | D.C. United (2)                                                               |
| Clint Dempsey†             | 2    | M    | 2005, 2006                               | New England Revolution (2)                                                    |
| Thomas Dooley†             | 2    | Z    | 1997, 1998                               | Columbus Crew (2)                                                             |
| Carles Gil^                | 2    | M    | 2019, 2022                               | New England Revolution (2)                                                    |
| Matt Hedges^               | 2    | Z    | 2015, 2016                               | FC Dallas (2)                                                                 |
| Tim Howard                 | 2    | GL   | 2001, 2002                               | NY/NJ MetroStars (2)                                                          |
| Zlatan Ibrahimović         | 2    | AT   | 2018, 2019                               | LA Galaxy (2)                                                                 |
| Sacha Kljestan             | 2    | M    | 2008, 2016                               | Chivas USA (1), New York Red Bulls                                            |
| Luboš Kubík                | 2    | Z    | 1998, 1999                               | Chicago Fire SC (2)                                                           |
| Hany Mukhtar^              | 2    | M    | 2021, 2022                               | Nashville SC (2)                                                              |
| Ryan Nelsen                | 2    | Z    | 2003, 2004                               | D.C. United (2)                                                               |
| Ronnie O'Brien             | 2    | M    | 2004, 2005                               | Dallas Burn\FC Dallas (2)                                                     |
| Jámison Olave              | 2    | Z    | 2010, 2011                               | Real Salt Lake (2)                                                            |
| Pat Onstad                 | 2    | GL   | 2003, 2005                               | San Jose Earthquakes (2)                                                      |
| Ike Opara                  | 2    | Z    | 2017, 2019                               | Sporting Kansas City (1), Minnesota United (1)                                |
| Ignacio Piatti             | 2    | M    | 2016, 2018                               | Montréal Impact (2)                                                           |
| Alejandro Pozuelo*         | 2    | M    | 2019, 2020                               | Toronto FC (2)                                                                |
| Donovan Ricketts           | 2    | GL   | 2010, 2013                               | LA Galaxy (1), Portland Timbers (1)                                           |
| Miles Robinson^            | 2    | Z    | 2019, 2021                               | Atlanta United (2)                                                            |
| Raúl Ruidíaz^              | 2    | AT   | 2020, 2021                               | Seattle Sounders (2)                                                          |
| John Spencer               | 2    | AT   | 2001, 2003                               | Colorado Rapids (2)                                                           |
| Zach Thornton              | 2    | GL   | 1998, 2009                               | Chicago Fire SC (1), Chivas USA (1)                                           |
| Taylor Twellman            | 2    | AT   | 2002, 2005                               | New England Revolution (2)                                                    |
| Greg Vanney                | 2    | Z    | 2000, 2001                               | LA Galaxy (2)                                                                 |
| David Villa                | 2    | AT   | 2016, 2017                               | New York City FC (2)                                                          |
| Kendall Waston*            | 2    | Z    | 2015, 2017                               | Vancouver Whitecaps FC (2)                                                    |
| Bradley Wright-Phillips    | 2    | AT   | 2014, 2016                               | New York Red Bulls (2)                                                        |
| Graham Zusi^               | 2    | M    | 2012, 2013                               | Sporting Kansas City (2)                                                      |

## Aparições por equipe
Atualizado a partir da conclusão da temporada 2022 da MLS .
| Clube                                           | aparições |
| ----------------------------------------------- | --------- |
| Los Angeles Galaxy                              | 37        |
| DC United                                       | 28        |
| Chicago Fire                                    | 23        |
| Kansas City Wiz/Kansas City Wizards/Sporting KC | 22        |
| NY/NJ MetroStars/New York Red Bulls             | 20        |
| New England Revolution                          | 17        |
| San Jose Clash / Earthquakes                    | 16        |
| Colombus Crew                                   | 15        |
| Dallas Burn/FC Dallas                           | 15        |
| Seattle Sounders FC                             | 12        |
| Philadelphia Union                              | 9         |
| Toronto FC                                      | 9         |
| Atlanta United FC                               | 7         |
| Colorado Rapids                                 | 7         |
| Houston Dynamo                                  | 7         |
| Tampa Bay Mutiny                                | 7         |
| Miami Fusion                                    | 5         |
| Los Angeles FC                                  | 6         |
| Portland Timbers                                | 6         |
| Nashville SC                                    | 5         |
| Real Salt Lake                                  | 5         |
| Chivas USA                                      | 4         |
| Montreal Impact                                 | 4         |
| New York City FC                                | 4         |
| FC Cincinnati                                   | 2         |
| Minnesota United FC                             | 2         |
| Vancouver Whitecaps FC                          | 2         |
| Austin FC                                       | 1         |

## Aparições por nacionalidade
Atualizado a partir da conclusão da temporada 2022 da MLS .
| Nacionalidade     | aparições |
| ----------------- | --------- |
| Estados Unidos    | 146       |
| Argentina         | 18        |
| Colômbia          | 15        |
| Canadá            | 10        |
| Bolívia           | 9         |
| Espanha           | 7         |
| Irlanda           | 6         |
| Itália            | 6         |
| Jamaica           | 6         |
| França            | 5         |
| México            | 5         |
| El Salvador       | 4         |
| Inglaterra        | 4         |
| Granada           | 4         |
| Suécia            | 4         |
| Alemanha          | 3         |
| Honduras          | 3         |
| Polónia           | 3         |
| Escócia           | 3         |
| Venezuela         | 3         |
| Brasil            | 2         |
| Chéquia           | 2         |
| Costa Rica        | 2         |
| Bélgica           | 2         |
| Dinamarca         | 2         |
| Hungria           | 2         |
| Nova Zelândia     | 2         |
| Paraguai          | 2         |
| Peru              | 2         |
| Uruguai           | 2         |
| Austrália         | 1         |
| Bulgária          | 1         |
| Cuba              | 1         |
| Equador           | 1         |
| Gana              | 1         |
| Guatemala         | 1         |
| Mali              | 1         |
| Nigéria           | 1         |
| Noruega           | 1         |
| Portugal          | 1         |
| Senegal           | 1         |
| Serra Leoa        | 1         |
| Trinidad e Tobago | 1         |